# Ung scen öst
Ung scen öst (som logotyp ung scen/öst) är en konstnärligt fristående satellitverksamhet till länsteatern Östgötateatern och en av Sveriges ledande scenkonstinstitutioner för barn och unga. Teaterns fasta scen finns i en ombyggd missionskyrka på Elsa Brändströms gata 3B i Linköping, men Ung scen öst turnerar också i Östergötlands län.
Ung scen öst grundades 2001, då Måns Lagerlöf startade teatern på initiativ av Östgötateatern. 
År 2006 utsåg regeringen Ung scen/öst till innehavare av det nationella barn- och ungdomsteateruppdraget i tre års tid.

## Konstnärliga ledare
- Måns Lagerlöf, 2001–2009
- Malin Axelsson, 2009–2015
- AnnaLina Hertzberg, 2015–2020
- Paula McManus, 2020–